# Цулая, Павел Лукасович
Павел Лукасович Цулая (груз. პავლე ლუკას ძე წულაია, 1882, Хунджулаури — 1943, Кемеровская область) — грузинский политик, член Учредительного собрания Грузии (1919—1921).

## Биография
Родился в крестьянской семье. Учился в родной деревне, затем в Тифлисской колокольной школе.
Член Российской социал-демократической рабочей партии, состоял в меньшевистской фракции. Работал в Тифлисском железнодорожном депо. Был делегатом V съезда РСДРП в Лондоне (1907) от Тифлиса. Сотрудничал с прессой, использовал псевдоним «Депо».
До 1919 года работал в железнодорожном депо Самтредиа, был членом Кутаисского районного суда. 12 марта 1919 года был избран членом Учредительного собрания; член конституционной и дорожной комиссий.
В 1921 году после советизации Грузии остался в стране. Жил и работал в родной деревне; в апреле 1921 года недолго находился под арестом. Благодаря участию в антирелигиозной кампании и коллективизации в 1932 году в деревне сумели защитить местную уникальную деревянную церковь от разрушения.
В годы большого террора, 1937—1938, в августе 1937 года был арестован. Его книги были изъяты и уничтожены. 25 ноября 1937 года в Кутаиси был приговорён к восьми годам лишения свободы в «исправительно-трудовом лагере». Умер в лагере в Кемеровской области.
Реабилитирован в 1956 году.